# Đội tuyển bóng đá bãi biển quốc gia Bỉ
Đội tuyển bóng đá bãi biển quốc gia Bỉ đại diện Bỉ ở các giải thi đấu bóng đá bãi biển quốc tế và được điều hành bởi KBVB, cơ quan quản lý bóng đá ở Bỉ.

## Đội hình hiện tại
Chính xác tính đến tháng 2 năm 2011
Ghi chú: Quốc kỳ chỉ đội tuyển quốc gia được xác định rõ trong điều lệ tư cách FIFA. Các cầu thủ có thể giữ hơn một quốc tịch ngoài FIFA.
| Số | VT | Quốc gia | Cầu thủ         |
| -- | -- | -------- | --------------- |
| —  | HV |          | Kevin Demeu     |
| —  | TĐ |          | George Zaboukis |
| —  | TĐ |          | Jerome Patris   |

| Số | VT | Quốc gia | Cầu thủ                         |
| -- | -- | -------- | ------------------------------- |
| —  | TM |          | Yannick Rummens                 |
| —  | TĐ |          | Rubinelson Monteiro F. Ferreira |
| —  |    |          | Karim Chabaï                    |

Huấn luyện viên: Yves Soudan

## Ban huấn luyện hiện tại
- Trợ lý huấn luyện viên: Philippe Vande Walle

## Thành tích
- Thành tích tốt nhất tại Giải vô địch bóng đá bãi biển thế giới: Hạng 12
  - 2004
- Thành tích tốt nhất tại Vòng loại giải vô địch bóng đá bãi biển thế giới khu vực châu Âu: Round of 16
  - 2009